# Harold en Italie
La Symphonie en quatre parties avec alto principal « Harold en Italie » (op. 16 = H 68) est une œuvre musicale d'Hector Berlioz. Composée en 1834 et dédiée à Humbert Ferrand, un ami intime de l'auteur, elle tient à la fois de la symphonie et du concerto, bien que le rôle assigné à l'alto soit très différent de celui qui aurait été le sien dans un véritable concerto, ce qui constitue l'une des nombreuses originalités de cette partition extraordinaire à plus d'un titre. 

## Histoire

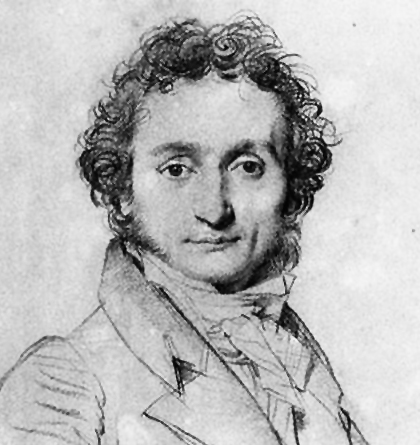
Paganini.

C'est le célèbre violoniste italien Niccolò Paganini (1782-1840) qui est à l'origine de cette œuvre. De passage à Paris, il assiste à une représentation de la Symphonie fantastique le 22 décembre 1833. Selon les dires de Berlioz, enthousiasmé pour sa musique, il lui commande quelques semaines plus tard une œuvre pour alto solo. Il s'agit pour lui d'explorer toutes les possibilités de l'alto Stradivarius qu'il vient d'acquérir (voir Quatuor Paganini). Berlioz raconte leur rencontre dans ce passage de ses Mémoires :

« Paganini vint me voir. “J’ai un alto merveilleux me dit-il, un instrument admirable de Stradivarius, et je voudrais en jouer en public. Mais je n’ai pas de musique ad hoc. Voulez-vous écrire un solo d’alto ? Je n’ai confiance qu’en vous pour ce travail.” “Certes, lui répondis-je, elle me flatte plus que je ne saurais dire, mais pour répondre à votre attente, pour faire dans une semblable composition briller comme il convient un virtuose tel que vous, il faut jouer de l’alto ; et je n’en joue pas. Vous seul, ce me semble, pourriez résoudre le problème.” “Non, non, j’insiste, dit Paganini, vous réussirez ; quant à moi, je suis trop souffrant en ce moment pour composer, je n’y puis songer. J’essayai donc pour plaire à l’illustre virtuose d’écrire un solo d’alto, mais un solo combiné avec l’orchestre de manière à ne rien enlever de son action à la masse instrumentale, bien certain que Paganini, par son incomparable puissance d’exécution, saurait toujours conserver à l’alto le rôle principal. La proposition me paraissait neuve, et bientôt un plan assez heureux se développa dans ma tête et je me passionnai pour sa réalisation. Le premier morceau était à peine écrit que Paganini voulut le voir. À l’aspect des pauses que compte l’alto dans l’allegro : “Ce n’est pas cela ! s’écria-t-il, je me tais trop longtemps là-dedans ; il faut que je joue toujours.” “Je l’avais bien dit, répondis-je. C’est un concerto d’alto que vous voulez, et vous seul, en ce cas, pourrez bien écrire pour vous”. Paganini ne répliqua point, il parut désappointé et me quitta sans me parler davantage de mon esquisse symphonique. […] Reconnaissant alors que mon plan de composition ne pouvait lui convenir, je m’appliquai à l’exécuter dans une autre intention et sans plus m’inquiéter de faire briller l’alto principal. J’imaginai d’écrire pour l’orchestre une suite de scènes, auxquelles l’alto solo se trouverait mêlé comme un personnage plus ou moins actif conservant toujours son caractère propre ; je voulus faire de l’alto, en le plaçant au milieu des poétiques souvenirs que m’avaient laissés mes pérégrinations dans les Abruzzes, une sorte de rêveur mélancolique dans le genre du Childe-Harold de Byron. De là le titre de la symphonie : Harold en Italie. Ainsi que dans la Symphonie fantastique, un thème principal (le premier chant de l’alto) se reproduit dans l’œuvre entière ; mais avec cette différence que le thème de la Symphonie fantastique, l’idée fixe s’interpose obstinément comme une idée passionnée, épisodique, au milieu des scènes qui lui sont étrangères et leur fait diversion, tandis que le chant d’Harold se superpose aux autres chants de l’orchestre, avec lesquels il contraste par son mouvement et son caractère, sans en interrompre le développement. »

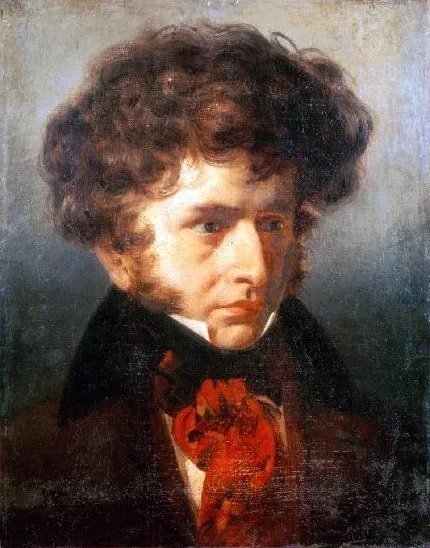
Portrait de Berlioz par Signol, 1832

Le 26 janvier 1834, on peut lire dans les colonnes de la Gazette musicale de Paris la nouvelle suivante :

« Paganini, dont la santé s'améliore de jour en jour, vient de demander à Berlioz une nouvelle composition dans le genre de la Symphonie Fantastique, que le célèbre virtuose compte jouer lors de sa tournée en Angleterre. Cet ouvrage sera intitulé Les Derniers Instants de Marie Stuart, fantaisie dramatique pour orchestre, chœur et alto solo. Paganini tiendra, pour la première fois en public, la partie d'alto. »

Mais il semble que Berlioz ait renoncé à cette idée première, car l'œuvre qu'il commence ne comporte pas de chœur et n'a aucun lien avec l'histoire de la reine d'Écosse décapitée. Au contraire, il compose une symphonie avec alto principal où celui-ci se marie habilement à l'orchestre, sans toutefois le dominer comme dans un concerto. Une fois le premier mouvement achevé, il le montre à Paganini, qui se montre déçu, car il ne trouve pas assez de brio dans la partie d'alto et regrette les nombreux « vides » de la portée d'alto. Là-dessus Paganini part pour Nice et ne reviendra pas à Paris avant trois ans. De son côté, Berlioz poursuit la composition de cette œuvre symphonique où l'alto se fait l'interprète d'un personnage mélancolique et pensif dont le chant « se superpose aux autres chants de l'orchestre ». Il trouve notamment l'inspiration dans les souvenirs de son voyage dans les Abruzzes et dans le roman en vers Childe-Harold's Pilgrimage (en français Le Pèlerinage de Childe Harold 1812-1818) de Lord Byron, à l'origine du titre qu'il donne à sa symphonie : Harold en Italie.
Exécutée pour la première fois le 23 novembre 1834 au Conservatoire de Paris avec Chrétien Urhan en soliste, elle obtient un réel succès, même si le compositeur est déçu par la direction de Narcisse Girard. Par la suite, l'œuvre sera souvent reprise, tant en France qu'à l'étranger, et bénéficiera du concours d'interprètes aussi prestigieux que Ferdinand David et Joseph Joachim. Berlioz l'a souvent dirigée lui-même dans toute l'Europe, et elle figurait intégralement au programme de son dernier concert, donné à Saint-Pétersbourg le 8 février 1868.
C'est le 16 décembre 1838 que Paganini, affaibli par la maladie qui le rongeait, l'entend pour la première fois au Conservatoire, couplée avec la Symphonie fantastique dans un concert dirigé par le compositeur lui-même. Berlioz raconte en ces termes la réaction du violoniste :

« Le concert venait de finir, j’étais exténué, couvert de sueur et tout tremblant, quand, à la porte de l’orchestre, Paganini, suivi de son fils Achille, s’approcha de moi en gesticulant vivement. Par suite de la maladie du larynx dont il est mort, il avait alors déjà entièrement perdu la voix, et son fils seul, lorsqu’il ne se trouvait pas dans un lieu parfaitement silencieux, pouvait entendre ou plutôt deviner ses paroles. Il fit un signe à l’enfant qui, montant sur une chaise, approcha son oreille de la bouche de son père et l’écouta attentivement. Puis Achille redescendant et se tournant vers moi : « Mon père, dit-il, m’ordonne de vous assurer, monsieur, que de sa vie il n’a éprouvé dans un concert une impression pareille ; que votre musique l’a bouleversé et que s’il ne se retenait pas il se mettrait à vos genoux pour vous remercier. » À ces mots étranges, je fis un geste d’incrédulité et de confusion ; mais Paganini, me saisissant le bras et râlant avec son reste de voix des oui ! oui !, m’entraîna sur le théâtre où se trouvaient encore beaucoup de mes musiciens, se mit à genoux et me baisa la main. Besoin n’est pas, je pense, de dire de quel étourdissement je fus pris ; je cite le fait, voilà tout. »

L'admiration de Paganini se traduit quelques jours plus tard par un don de vingt mille francs-or à Berlioz, somme considérable qui permet à celui-ci de régler de nombreuses dettes et d'engager sereinement la composition d'une nouvelle symphonie (ce sera Roméo et Juliette).
Harold en Italie est publié pour la première fois en 1848 chez Maurice Schlesinger.
Séduit par l'œuvre, Liszt, le fidèle ami de Berlioz, en a effectué une réduction pour piano et alto dès 1836-1837. Il donnera le manuscrit à relire à Berlioz, le récupérera en 1852 et y apportera quelques changements (Berlioz ayant modifié la partition de sa symphonie), confiant notamment à l'alto la partie exacte de l'œuvre originale. Cette réduction ne paraîtra pourtant qu'en 1879 chez l'éditeur Gemmy Brandus.

## Mouvements
La symphonie dure une quarantaine de minutes environ et comprend quatre mouvements :
1. Harold aux montagnes : scènes de mélancolie, de bonheur et de joie (Adagio-Allegro) = 15'
2. Marche des pèlerins chantant la prière du soir (Allegretto) = 7'
3. Sérénade d'un montagnard des Abruzzes à sa maîtresse (Allegro assai-Allegretto) = 6'
4. Orgie de brigands. Souvenirs des scènes précédentes (Allegro frenetico-Adagio) = 11'

## Orchestration
Symphonie « avec alto principal », Harold en Italie est écrit pour les instruments suivants de l'orchestre : 
| Instrumentation d'Harold en Italie                                                                        |
| Cordes |
| 15 premiers violons, 15 seconds violons, 10 altos, 12 violoncelles, 9 contrebasses. 1 harpe, 1 octobasse. |
| Bois |
| 2 flûtes, l'une jouant le piccolo, 2 hautbois, l'un jouant le cor anglais, 2 clarinettes, 4 bassons.      |
| Cuivres                                                                                                   |
| 4 cors 2 trompettes, 2 cornets, 3 trombones, 1 ophicléide ou 1 tuba.                                      |
| Percussions                                                                                               |
| Timbales, deux tambours de basque, triangle, cymbales.                                                    |

## Musique des Abruzzes
Dans le chapitre XXXIX de la partie de ses Mémoires consacrée à son séjour à Rome, Berlioz note au sujet des pifferari (de) : 

« J'ai remarqué seulement à Rome une musique instrumentale populaire que je penche fort à regarder comme un reste de l'antiquité : je veux parler des pifferari. On appelle ainsi des musiciens ambulants, qui, aux approches de Noël, descendent des montagnes par groupes de quatre ou cinq, et viennent, armés de musettes et de pifferi (espèce de hautbois), donner de pieux concerts devant les images de la madone. Ils sont, pour l'ordinaire, couverts d'amples manteaux de drap brun, portent le chapeau pointu dont se coiffent les brigands, et tout leur extérieur est empreint d'une certaine sauvagerie mystique pleine d'originalité. J'ai passé des heures entières à les contempler dans les rues de Rome, la tête légèrement penchée sur l'épaule, les yeux brillants de la foi la plus vive, fixant un regard de pieux amour sur la sainte madone, presque aussi immobiles que l'image qu'ils adoraient. La musette, secondée d'un grand piffero soufflant la basse, fait entendre une harmonie de deux ou trois notes, sur laquelle un piffero de moyenne longueur exécute la mélodie ; puis, au-dessus de tout cela deux petits pifferi très-courts, joués par des enfants de douze à quinze ans, tremblotent trilles et cadences, et inondent la rustique chanson d'une pluie de bizarres ornements. Après de gais et réjouissants refrains, fort longtemps répétés, une prière lente, grave, d'une onction toute patriarcale, vient dignement terminer la naïve symphonie. Cet air a été gravé dans plusieurs recueils napolitains, je m'abstiens en conséquence de le reproduire ici. De près, le son est si fort qu'on peut à peine le supporter ; mais à un certain éloignement, ce singulier orchestre produit un effet auquel peu de personnes restent insensibles. J'ai entendu ensuite les pifferari chez eux, et si je les avais trouvés si remarquables à Rome, combien l'émotion que j'en reçus fut plus vive dans les montagnes sauvages des Abruzzes, où mon humeur vagabonde m'avait conduit ! Des roches volcaniques, de noires forêts de sapins formaient la décoration naturelle et le complément de cette musique primitive. Quand à cela venait encore se joindre l'aspect d'un de ces monuments mystérieux d'un autre âge connus sous le nom de murs cyclopéens, et quelques bergers revêtus d'une peau de mouton brute, avec la toison entière en dehors (costume des pâtres de la Sabine), je pouvais me croire contemporain des anciens peuples au milieu desquels vint s'installer jadis Évandre l'Arcadien, l'hôte généreux d'Énée. »

— Hector Berlioz, Mémoires
C'est cette musique traditionnelle de la montagne des Abruzzes, qui a si vivement ému Berlioz, que l'on entend, transposée pour l'alto et les autres instruments concertants de l'orchestre, dans le troisième mouvement d'Harold en Italie, la Sérénade d'un montagnard des Abruzzes à sa maîtresse.

## Phonographie
La liste des enregistrements répertoriés ci-après dans l'ordre chronologique de leur réalisation ne tient pas compte du support (disque 78 tours ou microsillon, film, bande magnétique, CD, DVD, Internet). La date indiquée est celle de la captation – qu'elle figure sur l'édition originale ou sur une réédition du document considéré, ou qu'elle soit connue par une source fiable (archives de firmes discographiques et d'organismes de radiodiffusion, catalogues de bibliothèques, discographies spécialisées, etc.) – ou, à défaut, celle de la publication d'origine (précédée du sigle ℗). Concernant les enregistrements ayant fait l'objet d'une diffusion publique ou privée, on n'a signalé que la première édition, accompagnée du nom de l'éditeur et d'une des références mentionnées dans la base WorldCat de l'OCLC. Il n'est donc pas fait état d'éventuelles rééditions. Rappelons enfin que, dans le cas des enregistrements de concert, une grande partie d'entre eux n'ont été disponibles dans le commerce que plus ou moins longtemps après leur captation.
| Soliste               | Orchestre                                                          | Chef                     | Enregistrement         | Édition d'origine ou institution possédant le document ; réédition(s) |
| --------------------- | ------------------------------------------------------------------ | ------------------------ | ---------------------- | --------------------------------------------------------------------- |
| William Primrose      | NBC Symphony Orchestra                                             | Arturo Toscanini         | concert, 02/01/1939    | Music & Arts (OCLC 53712000)                                          |
| William Primrose      | Boston Symphony Orchestra                                          | Serge Koussevitzky       | 28/11/1944             | RCA ; Biddulph (OCLC 33071047)                                        |
| William Primrose      | NBC Symphony Orchestra                                             | Arturo Toscanini         | concert, 27/10/1946    | Arturo Toscanini Society – 1973 Special edition (OCLC 931515997)      |
| Joseph de Pasquale    | Boston Symphony Orchestra                                          | Serge Koussevitzky       | concert, 09/12/1947    |                                                                       |
| Carlton Cooley        | NBC Symphony Orchestra                                             | Arturo Toscanini         | concert, 12/02/1949    | New York Public Library (OCLC 427642423)                              |
| Hermann Hirschfelder  | Radio-Sinfonieorchester Stuttgart des SWR                          | Hans Müller-Kray         | concert, 1950          |                                                                       |
| Günther Breitenbach   | Wiener Symphoniker                                                 | Rudolf Moralt            | 08/1950                | Vox (OCLC 7481458)                                                    |
| William Primrose      | Royal Philharmonic Orchestra                                       | Thomas Beecham           | 13-15/11/1951          | CBS (OCLC 27056307) ; Cascavelle VEL 1581 2019                        |
| Ladislav Černý        | Česká filharmonie                                                  | Václav Jiráček           | 02/1952                | Supraphon                                                             |
| Frederick Riddle      | Philharmonic Symphony Orchestra of London                          | Hermann Scherchen        | 09/1953                | Nixa (OCLC 18139600) ; Tahra                                          |
| Carlton Cooley        | NBC Symphony Orchestra                                             | Arturo Toscanini         | concert, 29/11/1953    | RCA (OCLC 26115876)                                                   |
| Joseph de Pasquale    | Boston Symphony Orchestra                                          | Charles Munch            | concert, 04/1954       |                                                                       |
| David Dawson          | Indiana University Philharmonic Orchestra                          | Ernst Hoffman            | concert, 05/1955       |                                                                       |
| Heinz Kirchner        | Berliner Philharmoniker                                            | Igor Markevitch          | 1955                   | Deutsche Grammophon (OCLC 67235253)                                   |
| Frederick Riddle      | Royal Philharmonic Orchestra                                       | Thomas Beecham           | concert, 08/1956       | BBC Music (OCLC 840348318)                                            |
| William Primrose      | Boston Symphony Orchestra                                          | Charles Munch            | 31/03/1958             | RCA (OCLC 166887939)                                                  |
| William Lincer        | New York Philharmonic Orchestra                                    | Leonard Bernstein        | 09/10/1961             | CBS (OCLC 44148662)                                                   |
| Yehudi Menuhin        | Philharmonia Orchestra                                             | Colin Davis              | 16, 22-23/10/1962      | EMI (OCLC 472461529 et 123568149)                                     |
| Klaas Boon            | Concertgebouw Orchestra                                            | Pierre Monteux           | concert, 24/11/1963    | Audiophile (OCLC 263448476)                                           |
| Rudolf Barshai        | Orchestre philharmonique de Moscou                                 | David Oistrakh           | 1964                   | Melodiya (OCLC 41081079)                                              |
| Georg Schmid          | Symphonieorchester des Bayerische Rundfunk                         | Rafael Kubelík           | concert, 03/1964       | Topazio (OCLC 35300164)                                               |
| Joseph de Pasquale    | Philadelphia Orchestra                                             | Eugene Ormandy           | 21/01/1965             | CBS (OCLC 229167506)                                                  |
| Stefano Passaggio     | Zagrebačka filharmonija                                            | Milan Horvat             | ℗ 1966                 | Philips (OCLC 5947069)                                                |
| Walter Trampler       | London Symphony Orchestra                                          | Georges Prêtre           | 10/1968                | RCA (OCLC 5956097)                                                    |
| Mikhail Tolpygo       | Orchestre symphonique d'État de l'URSS                             | David Oistrakh           | 1972                   | Melodiya                                                              |
| Claude Ducrocq        | Orchestre philharmonique de Strasbourg                             | Alain Lombard            | 1974                   | Erato (OCLC 156739925)                                                |
| Bruno Pasquier        | Orchestre national de l'ORTF                                       | Jean Fournet             | concert, 01/1974       |                                                                       |
| Scott Nickrenz        | New England Conservatory Symphony Orchestra                        | Gunther Schuller         | 11/1974                |                                                                       |
| Daniel Benyamini      | Israël Philharmonic Orchestra                                      | Zubin Mehta              | 12/1974                | Decca (OCLC 223643805)                                                |
| Nobuko Imai           | London Symphony Orchestra                                          | Colin Davis              | 05/1975                | Philips (OCLC 42525220)                                               |
| Josef Suk             | Česká filharmonie                                                  | Dietrich Fischer-Dieskau | 02-04/02/1976          | Supraphon (OCLC 26784389)                                             |
| Pinchas Zukerman      | Orchestre de Paris                                                 | Daniel Barenboim         | 06/1976                | CBS (OCLC 80221199)                                                   |
| Joseph de Pasquale    | Philadelphia Orchestra                                             | Eugene Ormandy           | concert, 10/1976       | (OCLC 155865826)                                                      |
| Donald McInnes        | Orchestre national de France                                       | Leonard Bernstein        | 03/11/1976             | EMI (OCLC 42995658)                                                   |
| Pinchas Zukerman      | Aspen Festival Orchestra                                           | Sergiu Comissiona        | concert, 24/07/1977    | (OCLC 162649303)                                                      |
| Robert Vernon         | Cleveland Orchestra                                                | Lorin Maazel             | 10/1977                | Decca (OCLC 872299877)                                                |
| Geri Brown            | Indiana University Symphony Orchestra                              | Katsuhiko Watanabe       | concert, 04/1980       |                                                                       |
| Milan Telecký         | Symfonický orchester Českého rozhlasu v Bratislave                 | Ondrej Lenárd            | 1981                   | Opus (OCLC 905272253)                                                 |
| Lubomír Malý          | Česká filharmonie                                                  | František Jílek          | 07-09/12/1981          | Supraphon (OCLC 16983823)                                             |
| Bruno Giuranna        | BBC Symphony Orchestra                                             | Maxime Chostakovitch     | concert, 02/09/1982    | BBC Radio Classics (OCLC 44994399)                                    |
| Seanad Dunigan        | Indiana University Symphony Orchestra                              | Thomas Baldner           | concert, 02/1984       |                                                                       |
| Wolfram Christ        | Berliner Philharmoniker                                            | Lorin Maazel             | concert, 04/1984       | Deutsche Grammophon (OCLC 13117937)                                   |
| Douglas McNabney      | Orchestre symphonique de Québec                                    | Simon Streatfeild        | ℗ 1985                 | CBC (OCLC 49088363 et 13654030)                                       |
| Yizhak Schotten       | Houston Symphony Orchestra                                         | Sergiu Comissiona        | concert, 02-04/03/1985 | (OCLC 849344369)                                                      |
| Lynne Ramsey Irvine   | Aspen Concert Orchestra                                            | Paul Vermel              | concert, 23/07/1986    | (OCLC 884472274)                                                      |
| Pinchas Zukerman      | Orchestre symphonique de Montréal                                  | Charles Dutoit           | 05/1987                | Decca (OCLC 463436260)                                                |
| Bruno Pasquier        | Orchestre philharmonique régional Montpellier Languedoc-Roussillon | Cyril Diederich          | concert, 09/1987       | Forlane (OCLC 658340848)                                              |
| Frank Avsenek         | Simfonični orkester RTV Slovenija                                  | Anton Nanut              | ℗ 1988                 | Stradivari Classics (OCLC 24368746)                                   |
| Ulrich Koch           | SWR Sinfonieorchester Baden-Baden                                  | Jan Latham-Koenig        | 03/1988                |                                                                       |
| Iouri Bachmet         | Radio-Sinfonie-Orchester Frankfurt                                 | Eliahu Inbal             | 24-25/03/1988          | Denon (OCLC 21586156)                                                 |
| Iouri Bachmet         | Grand orchestre de la Radio et de la Télévision de l'URSS          | Vladimir Fedosseïev      | 1989                   | Audiophile Classics (OCLC 44881475)                                   |
| Lawrence Dutton       | Aspen Festival Orchestra                                           | Jorge Mester             | concert, 07/1990       |                                                                       |
| Gérard Caussé         | Orchestre du Capitole de Toulouse                                  | Michel Plasson           | 03/1991                | EMI (OCLC 759901191 et 52004378)                                      |
| Laurent Verney        | Orchestre de l'Opéra Bastille                                      | Myung-Whun Chung         | 06/1994                | Deutsche Grammophon (OCLC 976771449)                                  |
| Gérard Caussé         | Orchestre Révolutionnaire et Romantique                            | John Eliot Gardiner      | 10/1994                | Philips (OCLC 35524947)                                               |
| Rivka Golani          | San Diego Symphony Orchestra                                       | Yoav Talmi               | 05/1995                | Naxos (OCLC 884179997)                                                |
| Atar Arad             | Indiana University Concert Orchestra                               | Keith Brown              | concert, 11/1996       |                                                                       |
| John Graham           | Eastman School Symphony Orchestra                                  | Mark Gibson              | concert, 11/1996       |                                                                       |
| Gérard Caussé         | Orchestra del Teatro La Fenice                                     | Jean Fournet             | concert, 04/10/1997    | Mondo Musica (OCLC 489566504)                                         |
| Juliet White-Smith    | University of Northern Colorado Symphony Orchestra                 | Russell Guyver           | concert, 11/1999       |                                                                       |
| Jean-Éric Soucy       | SWR Sinfonieorchester Baden-Baden und Freiburg                     | Sylvain Cambreling       | concert, 01/2001       | Hänssler Classic (OCLC 767880842)                                     |
| Tabea Zimmermann      | Orchestre de Paris                                                 | Christoph Eschenbach     | concert, 02/2001       | Bel Air Media (OCLC 840065032)                                        |
| George Taylor         | Eastman School Symphony Orchestra                                  | Mendi Rodan              | concert, 02/2001       |                                                                       |
| Csaba Erdélyi         | New Zealand Symphony Orchestra                                     | Marc Taddei              | 07/2001                |                                                                       |
| Iouri Bachmet         | Radio-Sinfonieorchester Stuttgart des SWR                          | Roger Norrington         | concert, 2003          |                                                                       |
| Tabea Zimmermann      | London Symphony Orchestra                                          | Colin Davis              | concert, 16-17/02/2003 | LSO Live (OCLC 811549751)                                             |
| Lawrence Dutton       | Aspen Festival Orchestra                                           | Andreas Delfs            | concert, 08/2003       |                                                                       |
| Cynthia Phelps        | New York Philharmonic Orchestra                                    | Lorin Maazel             | concert, 08/2006       |                                                                       |
| Iouri Bachmet         | Orchestre du Théâtre Mariinsky                                     | Valery Gergiev           | concert, 01/2007       |                                                                       |
| Naoko Shimizu         | Sendai Philharmonic Orchestra                                      | Kazuhiro Koizumi         | 01/2007                |                                                                       |
| William Frampton      | New England Conservatory Philharmonia                              | Joseph Silverstein       | concert, 04/2007       |                                                                       |
| Sabine Toutain        | Orchestre national de France                                       | Colin Davis              | concert, 04//06/2009   |                                                                       |
| Kayleigh Miller       | Eastman Philharmonia                                               | Jonathan Girard          | concert, 02/2010       |                                                                       |
| Domingo Mujica        | Orquesta Sinfónica Municipal de Caracas                            | Rodolfo Saglimbeni       | concert, 05/06/2010    |                                                                       |
| Matthew Michelic      | Lawrence University Symphony Orchestra                             | David E. Becker          | concert, 11/2010       |                                                                       |
| David Aaron Carpenter | Helsinki Philharmonic Orchestra                                    | Vladimir Ashkenazy       | 13-16/04/2011          | Ondine (OCLC 744318975)                                               |
| Antoine Tamestit      | Les Musiciens du Louvre-Grenoble                                   | Marc Minkowski           | 04/2011                | Naïve (OCLC 880909887)                                                |
| Raphaël Oleg          | Symfonický orchestr Českého rozhlasu                               | Ronald Zollman           | concert, 10/2012       |                                                                       |
| Lise Berthaud         | Orchestre national de Lyon                                         | Leonard Slatkin          | concert, 24-26/10/2013 | Naxos (OCLC 881670566)                                                |
| Antoine Tamestit      | London Symphony Orchestra                                          | Valery Gergiev           | concert, 11/2013       | LSO Live (OCLC 905076249)                                             |
| James Ehnes           | Melbourne Symphony Orchestra                                       | Andrew Davis             | concert, 11/2014       | Chandos (OCLC 910713046)                                              |
| Amihai Grosz          | Orquestra Simfònica de Barcelona i Nacional de Catalunya           | Emmanuel Krivine         | concert, 14/11/2014    |                                                                       |
| Aníbal dos Santos     | Orquesta Filharmónica de Bogotá                                    | Francesco Belli          | concert, 10/2015       |                                                                       |
| Lise Berthaud         | BBC Symphony Orchestra                                             | Michael Seal             | concert, 13/11/2015    | BBC Music (OCLC 1098205649)                                           |
| Lawrence Power        | Bergen Philharmonic Orchestra                                      | Andrew Manze             | 05/2017                | Hyperion (OCLC 1055308884)                                            |
| Tabea Zimmermann      | Les Siècles                                                        | François-Xavier Roth     | 03/2018                | Harmonia Mundi (OCLC 1081323617)                                      |
| Antoine Tamestit      | Sinfonieorchester des Hessischen Rundfunks                         | Eliahu Inbal             | concert, 28/06/2018    |                                                                       |
| Nicolas Bône          | Orchestre national de France                                       | Emmanuel Krivine         | concert, 06/06/2019    | France Musique                                                        |
| Antoine Tamestit      | Orchestre Philharmonique de Radio France                           | John Eliot Gardiner      | concert, 04/02/2022    | France Musique                                                        |
| Timothy Ridout        | Orchestre Philharmonique de Strasbourg                             | John Nelson              | 2022                   | Erato Warner classics                                                 |